# Бачка тврђава
Бачка тврђава је средњовековна тврђава на северу Србије у АП Војводини. Налази се код града Бача. Средњовековно утврђење, најбоље очувано, на подручју Војводине, подигнуто је на некадашњем острву између реке Мостонге и једног од њених рукаваца, у месту Бач. Бач, место по коме је читава плодна равница између Дунава и Тисе добила име Бачка, налази се на западу Војводине, у Бачкој, на левој обали Дунава, где се граничи са Хрватском. Иако тврђава Бач није директно позиционирана на Дунаву, она се сматра дунавским утврђењем, пошто се налази у његовом сливу и непосредној близини (Ковјанић, 2003). Први трагови о Бачу потичу из периода цара Јустинијана I, када цар помиње Бач у свом писму из 535. године. Бач је 873. године био Аварско утврђење, а за време владавине Арпадовића краљевски град и средиште бискупије. Године 1241. Бач су разорили Монголи. Тврђава Бач након тога представља војно утврђење некада моћних угарских владара. Настанак замка датиран је у раздобље 1338 – 1342. године, у време угарског краља Карла Роберта, а свој коначни облик добија тек у 15. веку.

## Карактеристике
Тврђава спада у тзв. водене градове, јер је са свих страна била опасана реком, а прилазило јој се покретним мостом. Обимне радове на реконструкцији замка обавио је надбискуп Петрус де Варда 1490 –
Године 1495.. Он је обновио утврђење и град, али је и проширио реку Мостонгу како би омогућио бродовима са Дунава да дођу до тврђаве. Том приликом ојачан је систем одбране уз доградњу елемената прилагођених артиљеријском ратовању, а у исто време дограђена је и палата код северне куле која је имала камену пластику рађену у духу ране ренесансе. Има се утисак да су на обнови и доградњи Бача крајем
15. века радили италијански неимари и фортификатори. Основа утврђења је прилагођена терену, облика неправилног четвороугаоника са кулама на угловима. Шири комплекс насеља у чијем се северном делу налазио замак издвојен воденим ровом био је опасан бедемима са палисадама и имао је само зидану капију према истоку. Замак је у целости грађен опекама, а трапезоидне је основе. У северозападном углу налази се кула квадратне основе, док су остале три куле кружне. На средини јужног бедема налазила се капија од које нема видљивих трагова. Пред капијом, налазио се баракан кружне основе, од кога су преостали само трагови. У унутрашњем простору, ка југоистоку, налази се добро очувана донжон кула (Ђидић, 2009). Бач са утврђеним замком Турци су запосели убрзо после Мохачке битке, 1529. године. Из тог периода потичу и описи тврђаве у путописима Евлије Челебије, када Бач постаје део Сегединског санџака. Ослобођен је 1687. године, али убрзо потом, у време Ракоцијеве буне 1703. године, Бач је спаљен и делом разорен. Временом је река Мостонга пресушила, а с њом је нестао и некадашњи значај Бачке тврђаве (Вујовић, 2010).
Систематска археолошка истраживања вршена су неколико пута од 1958. године. Изведени су и обимни конзерваторски радови и извршена је рестаурација и уређење бранич куле и конзервација улазне капије подграђа и турском амама. У целости је обновљена 1961. године и представља једно од најбољих остварења војне архитектуре 15. века на подручју некадашње угарске државе. Од резиденционих здања замка преостала су само у археолошким траговима она која су се ослањала на североисточни бедем. Том комплексу, припадају и добро очувани остаци капеле, грађене у стилу готике, која је подигнута на етажи суседне кружне куле (Вујовић, 2010).
Према категоризацији Републичког завода за заштиту споменика културе, Бачка тврђава је проглашена за добро од изузетног националног значаја. Данас је међу значајнијим атракцијама и једини је очувани споменик из средњовековног периода у Војводини. Током археолошких ископавања у периоду 2004 – 2006. године, истражен је објекат уз североисточни бедем, дефинисан као палата, као и цистерна кружне основе на простору између донжон куле и југоисточног бедема. Комплекс је недовољно истражен, а куле су у горњим зонама недоступне и нису безбедне за истраживања, услед чега недостају потребни подаци о конструкцијама и техникама градње. Значајнији истраживачки и конзерваторски радови тек предстоје (Вујовић, 2008).
У новије време, по свом значају у процесу конзервације и презентације тврђаве Бач, истиче се развојни пројекат Векови Бача(2006 – 2010. године), у чијим оквирима је извршено: истраживање и израда планске документације за простор тврђаве, конзервација, рестаурација и ревитализација, акције у смеру туристичке промоције и развоја туризма, као и дефинисање стратегије управљања. Пројекат је произашао из активности на истраживању, конзервацији, рестаурацији и ревитализацији тврђаве у Бачу, али и манастира Бођани, Фрањевачког самостана и других културних споменика на подручју општине. Главни носилац пројекта била је општина Бач, а пројекат је реализован кроз фонд Векови Бача, под покровитељством Секретаријата за образовање и културу АП Војводине и Министарства културе Републике Србије. Координатор пројекта био је Покрајински завод за заштиту споменика културе (Вујовић, 2008).
Карло Роберт је подигао тврђаву да би спречио притиске српског царства на угарску границу.
Саграђена је у време угарског краља Карла Роберта (1310—1342). Тада има осам кула, разне одаје управника округа, ходнике, боравишта за стражу, кухињу, бунар, шталу итд. Бач је тада постао важно војно, политичко, културно и црквено седиште. У периоду након Мохачке битке 1526. године, град и тврђава су били под турском влашћу. Из тог периода потичу описи Бачке тврђаве у путописима Евлије Челебије. Према писању путописаца град је био опасан у широком кругу рововима испуњеним водом.
Од времена Ракоцијеве буне (1703—1711) тврђава је спаљена, разрушена и напуштена. Поред тога Бачка тврђава је остала најбоље очувана средњовековна тврђава у Војводини. У Бачу се и данас налазе рушевине некадашње тврђаве чија је основа у виду неправилног петоугаоника.
У рушевинама данас постоје четири бочне и једна централна кула висине 18 m, која је делимично реконструисана.
Овај локалитет је предложен за Унескову листу културног и природног наслеђа.

## Галерија
- Поглед на тврђаву и Бач
- Поглед на тврђаву са југа
- Капија шиљак
- Степенице унутар куле